# 掙扎吧，亞當君
《掙扎吧，亞當君》是創作的漫畫作品，於2022年4月18日wwwave comics發售的青年向雜誌開始連載。

## 故事概要
在所有男人都患有ED的世界裡，男學生園宮一樹是唯一逃脫ED的男人，當他轉學到新學校時真實身份被揭露，在一個充滿女性的學校裡展開了後宮的故事。

## 登場人物
聲是動畫版的聲優。
園宮一樹（聲：志藤春道）
唯一「非勃起功能障礙者」的男學生，對異性有興趣，轉學到九成都是女性的新學校時，是一個特殊的存在。
姬乃朱莉（聲：蒼乃むすび）
在學校擔任學生會副會長的女學生，個性认真、善良親切，是少有對男女都一視同仁，温柔待人的女性。發現转校生一树是可以勃起的存在，性情大变对他热情接近。自己決定為一樹共同解決性慾的問題。
椎名楓（聲：三咲里奈）
以冷豔美貌而聞名的女教師，真实面目是原花花女郎的女性。在男性ED化的世界中感到闷闷不乐的时候，偶然發現一樹股间的秘密後，展現出自己性慾有著欲求不滿的姿態。
九重杏季（聲：和央きりか）
擅長運動，屬於田徑社，在學校是像王子殿下般存在的女學生，討厭男人但深入了解一樹後，她的價值觀发生了翻天覆地的变化，而對一樹的想法徹底改變，有著天真少女的一面。
胡桃澤結衣（聲：澀谷果步）
財團的千金，夢想找到一個沒有「勃起功能障礙者」的男性，並讓他成為自己的未婚夫。
熊澤（聲：皇帝）
以試圖透過肌肉訓練和營養管理，努力克服「勃起功能障礙者」的男學生。

## 出版書籍
| 冊數 | 彗星社         | 彗星社                 |
| 冊數 | 發售日期       | ISBN                   |
| ---- | -------------- | ---------------------- |
| 1    | 2024年1月18日  | ISBN 978-4-434-33098-8 |
| 2    | 2024年1月18日  | ISBN 978-4-434-33099-5 |
| 3    | 2024年7月18日  | ISBN 978-4-434-33803-8 |
| 4    | 2024年12月18日 | ISBN 978-4-434-34554-8 |
| 5    | 2025年6月18日  | ISBN 978-4-434-35553-0 |

## 電視動畫
改編電視動畫於2024年1月播放。

### 主題曲
主唱：澀谷果步，作詞：，作曲、編曲：、，監修：小林達矢

### 各話列表
| 話數  | 中文標題               | 分鏡       | 演出       | 作畫監督                             | 首播日期      |
| ----- | ---------------------- | ---------- | ---------- | ------------------------------------ | ------------- |
| 第1話 | 同情我就掙扎吧         | 昆野比遊太 | 神原敏昭   | 龍青三 那須玲奈 片岡惠美子           | 2024年 1月8日 |
| 第2話 | 老師得幫你鎮靜下來才行 | 番山人     | 神原敏昭   | 松下純子 櫻井拓郎 EN.studio 那須玲奈 | 1月15日       |
| 第3話 | 我不隱藏了             | 番山人     | 黑津口成惠 | 川口弘明 西川真人 增喜美和子         | 1月22日       |
| 第4話 | 尋找未婚夫             | 番山人     | 黑津口成惠 | 池上理惠 森悦史                      | 2月5日        |
| 第5話 | 不是約好給我處理了嗎   | 騎日月     | 則座誠     | 鎌田均                               | 2月12日       |
| 第6話 | 喜歡看書的王子         | 騎日月     | 則座誠     | 七夜 Zj                              | 2月19日       |
| 第7話 | 在淋浴間3個人          | 騎日月     | 則座誠     | Zj 櫻井拓郎 松下純子                 | 3月4日        |
| 第8話 | 絕對要讓你選我         | 騎日月     | 則座誠     | 玉里榮二                             | 3月11日       |

### 播映平台
| 播映地區 | 播映平台 | 播映日期              | 播映時間              | 備註 |
| -------- | -------- | --------------------- | --------------------- | ---- |
| 臺灣     | KKTV     | 2024年1月8日－3月11日 | 星期一 00:00（UTC+8） |      |

## 來源
1. ↑  . PASH! PLUS (主婦と生活社). 2023-12-22  [2024-02-10] （日语）.
2. ↑  COMICゴイチ編集部 [@COMIC_GOICHI].  (推文). 2022-04-18  [2024-02-10] –Twitter.
3. ↑  . TVアニメ「悶えてよ、アダムくん」公式サイト.   [2024-02-10] （日语）.
4. ↑  . 彗星社.   [2024-02-10] （日语）.
5. ↑  . 彗星社.   [2024-02-10] （日语）.
6. ↑  . 彗星社.   [2024-12-20] （日语）.
7. ↑  . 彗星社.   [2024-12-20]. （原始内容存档于2025-02-09） （日语）.
8. ↑  . 彗星社.   [2025-06-18] （日语）.
9. 1 2  . アニメイトタイムズ (アニメイト). 2023-12-06  [2024-02-10]. （原始内容存档于2024-02-25） （日语）.

## 外部連結
- 電視動畫《掙扎吧，亞當君》官方網站